# Hydroporus basinotatus
Hydroporus basinotatus là một loài bọ cánh cứng trong họ Bọ nước. Loài này được Reiche miêu tả khoa học năm 1864.